# Campo di concentramento di Bad Sulza
Il campo di concentramento di Bad Sulza (in tedesco KZ Bad Sulza) fu uno tra i primi campi di concentramento nazisti in Germania, istituito nell'ottobre del 1933 in un un'ex struttura alberghiera a Bad Sulza, città della Turingia, in Germania. Fino al 1937 fu il campo di concentramento centrale della Turingia.

## Storia

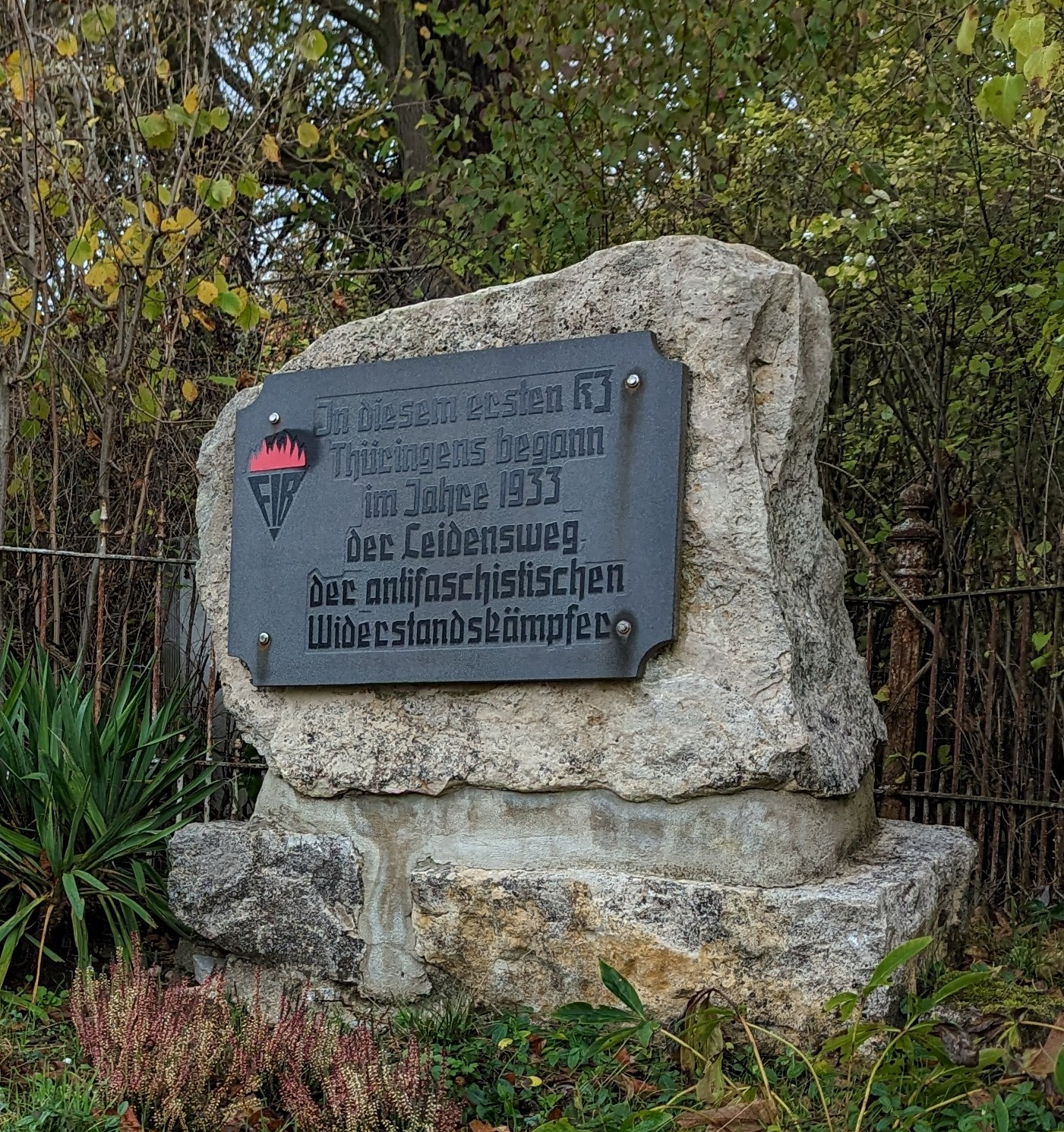
Monumento con lapide che ricorda il campo di concentramento della Turingia

Quando vennero chiusi i campi di concentramento di Nohra e Ichtershausen soltanto coloro che erano considerati una minaccia al potere nazista che si era di recente affermato in Germania rimasero detenuti e nell'ottobre del 1933 furono inviati nel nuovo campo di concentramento di Bad Sulza, da poco aperto. Il campo di concentramento fu operativo dall'ottobre 1933 al 1º agosto 1937 in un ex hotel nella città termale di Bad Sulza. Il campo ospitava 850 prigionieri costretti a lavorare in una cava vicina. Il 1º luglio 1936 le SS presero il controllo del campo. Il 9 luglio 1937 ebbero luogo le prime deportazioni e il campo fu chiuso 24 giorni dopo, sostituito dal'campo di concentramento di Buchenwald.

### Comandanti
- Alfred Driemel fu il primo dirigente amministrativo nel campo di concentramento di Bad Sulza, dal momento della sua apertura sino all'aprile 1936.[1][2]
- Albert Sauer fu il secondo a dirigere il campo e succedette al comando dal 1º aprile 1936 sino alla sua chiusura del 1937.[1][2]

## Descrizione
Il campo, che aveva come struttura principale un vecchio albergo riadattato, è quasi completamente scomparso. Ne restano le fondamenta, oltre ad una lapide commemorativa situata nel luogo dove sorgeva.